# N'Djamena
N'Djamena er hovedstaden i Tchad. Med sine 1.092.066(2012) indbyggere er det også landets klart største by. Havnebyen N'Djamena ligger ved floden Chari overfor den camerounske by Kousséri, som byen er forbundet med via en bro. 
Blandt byens seværdigheder er Tchads nationalmuseum. Byen har eget universitet, højskoler for administration og veterinærmedicin, American International School of N’Djamena og en international lufthavn.

## Historie
N'Djamena blev grundlagt som Fort-Lamy af den franske kommandant Émile Gentil 29. maj 1900 og blev opkaldt efter en officer som blev dræbt i Slaget ved Kousséri nogle dage tidligere. Navnet blev ændret til N'Djamena (fra det arabiske navn på en nabolandsby, som betyder hvilested) af præsident François Tombalbaye 6. april 1973.
I 1937 havde byen kun 9.976 indbyggere, men ti år senere, i 1947, var folkemængden næsten fordoblet til 18.435. Efter uafhængigheden i 1968 nåede folketallet op på 126.483, og i 1993 havde byen passeret en halv million indbyggere.
Den 13. april 2006 angreb oprørs gruppen "Forenede Front for Demokratisk Forandring" byen, men var dog besejret. I 2008 d.2 februar var byen igen under angreb af en oprørs gruppe, denne gang var det dog UFDD & RFC, dog havde det det samme resultat, oprøret tabte angrebet.

## Økonomi
Den primære økonomiske kilde i N'Djamena er landbrug. Ca. 80% af byen arbejder inden for landbrug. Byen modtager økonomisk støtte fra Verdensbanken og den Afrikanske Udviklingsbank. Der er stor efterspørgsel på faglærte, de efterspørger engelsklærere, og folk inden for olieindustrien og lægehjælp 

## Geografi
N'Djamena ligger ved sammenløbet af Chari og Logone flodene.

## Venskabsbyer
- Toulouse, Frankrig, siden 1980

- Stupino, Rusland, siden 2000